# Tillicum Beach
Tillicum Beach est un hameau situé dans la province d'Alberta, dans le comté de Camrose.